# Espace ouvert urbain

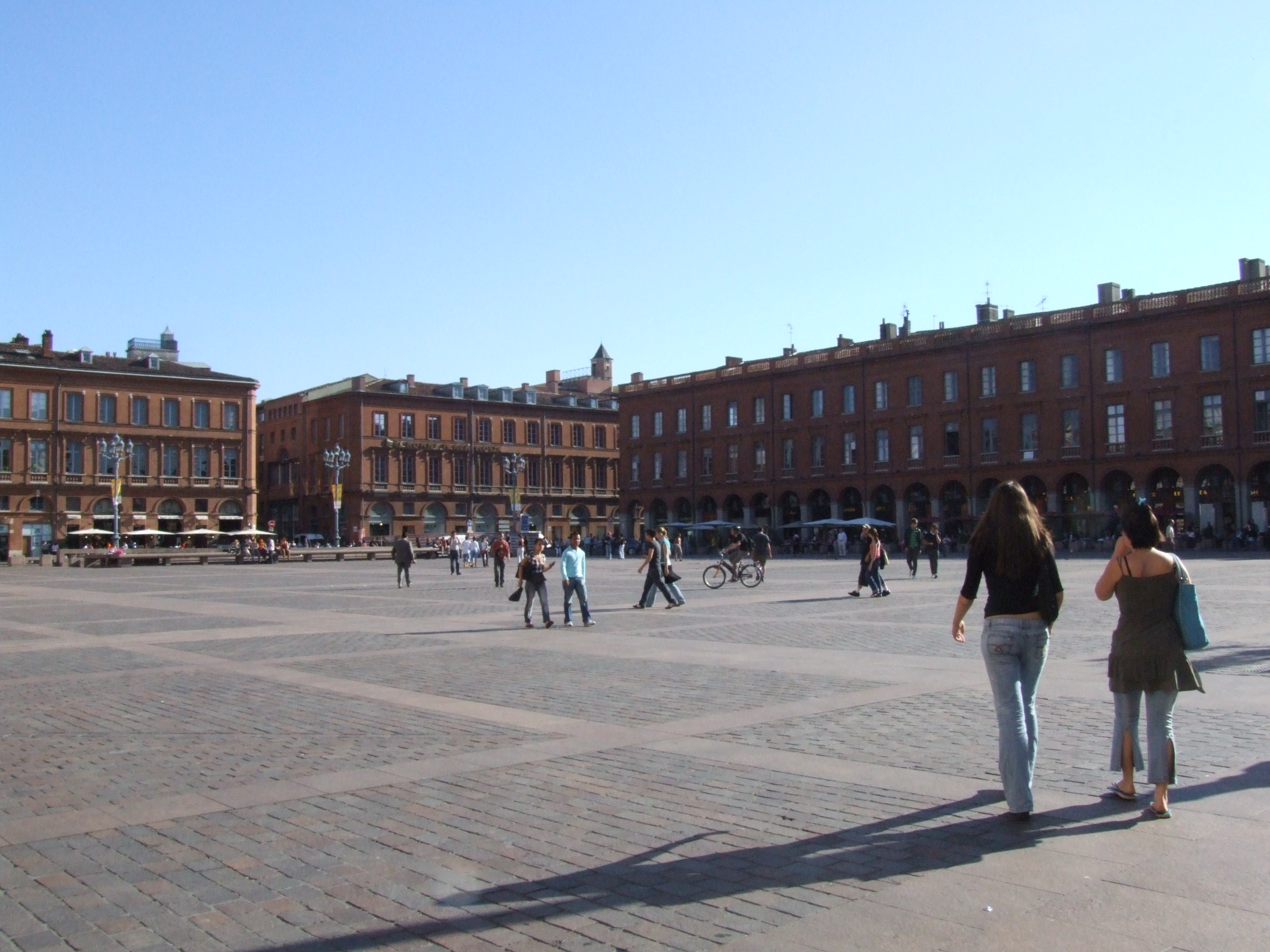
Une grande place urbaine (la Place du Capitole de Toulouse).

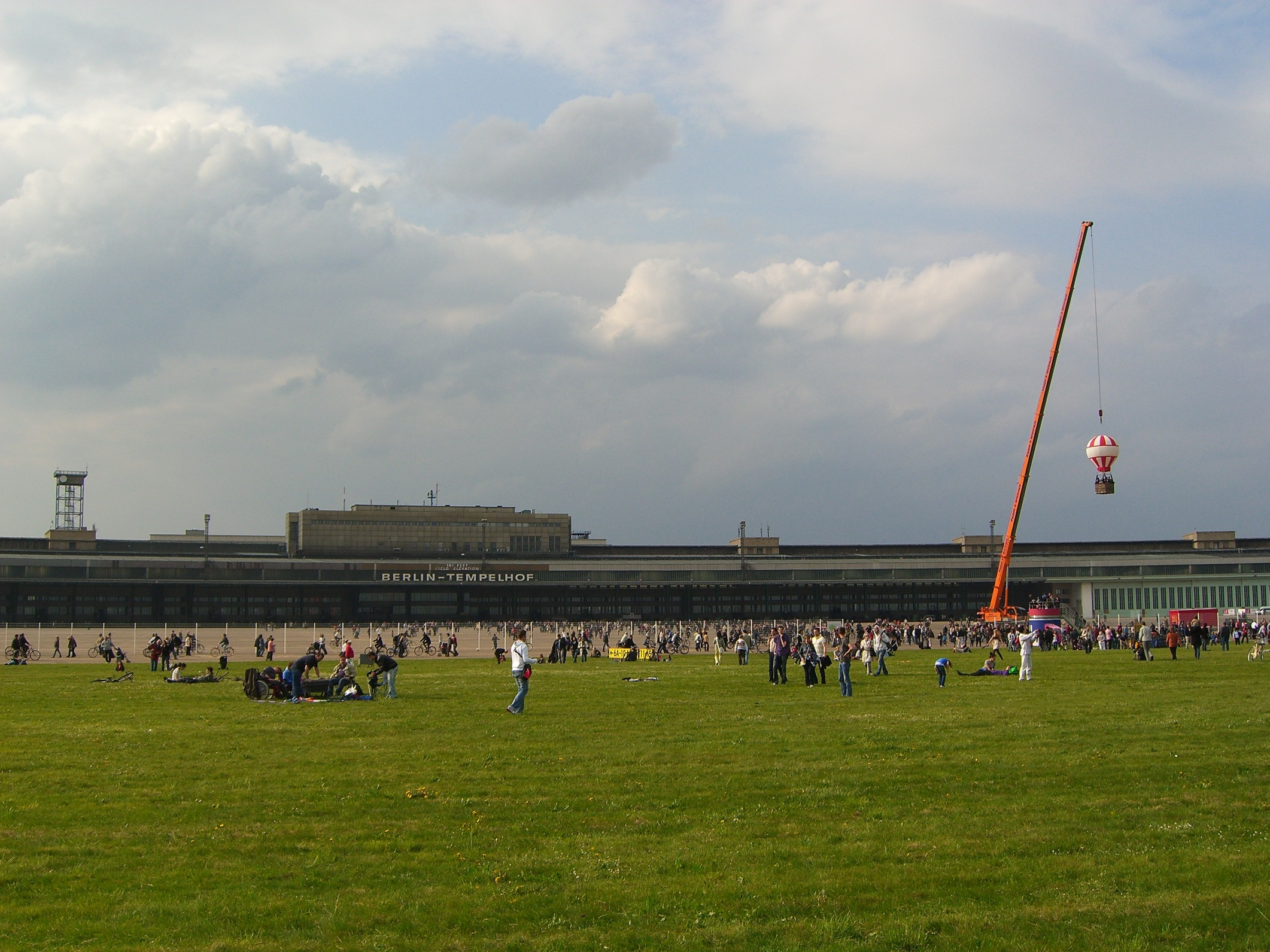
Un grand espace vert (l'ancien aéroport de Berlin-Tempelhof).

Les espaces ouverts  sont définis comme la partie de l'espace  non occupée par des constructions. Cette définition prend en considération tous les espaces creux tels que les places, les rues, les zones de recul devant les bâtiments exceptionnels, les espaces verts, les berges de fleuves etc. Les espaces ouverts constituent le lieu privilégié de la vie urbaine, en termes d'espace public, d'espaces de rencontres ou simplement de lieu de détente.

## Analyse morphologique
Sur le plan morphologique, les espaces ouverts urbains peuvent être divisés en trois composantes:
- le sol ou plancher,
- les façades ou parois,
- le plafond (découpe du ciel par les constructions).

L'intérêt pour les espaces ouverts urbains est motivé par le fait qu'une analyse de leur qualité implique une appréciation de chacun de ces trois éléments, ainsi que de leurs combinaisons et interactions. Ceci en vue de mettre en évidence certaines propriétés caractéristiques du lieu.

### Analyse picturale
Plusieurs chercheurs se sont intéressés aux séquences picturales. Au début des années soixante, Cullen a réalisé quelques études de cas en analysant succinctement des espaces ouverts urbains le long de parcours au travers de dessin ou de photographies. Plus récemment, Bosselmann s'est intéressé à l'étude morphologique des espaces ouverts urbains par une série de dessins, dans le cas d'un parcours à Venise. Enfin, l'équipe de Dupagne à l'Université de Liège s'est intéressé à l'étude des entrées de ville en utilisant des projections hémisphériques orientées face à l'observateur.

### Analyse séquentielle
Pour analyser les espaces urbains, Philippe Panerai a proposé une méthode qui consiste à diviser le parcours en plans. Chaque plan peut exprimer une configuration urbaine de symétrie ou de dissymétrie, d'ouverture, d'ondulation, de compétition, d'étranglement, de dérobée, de diaphragme, etc. Une suite particulière de plans forme un enchaînement. Les enchaînements et les plans peuvent ensuite être regroupés en unité plus importantes afin de permettre l'analyse de séquences entières.

### Sémantique des espaces ouverts urbains
Dans les années soixante, Thiel a développé une notation pour décrire les espaces urbains, identifier les objets de ces espaces et indiquer les relations entre ces objets. La notation de Thiel inclut d'autres éléments  permettant de décrire la perception d'un observateur lorsque celui-ci se déplace, comme le mouvement apparent des objets autour de l'observateur, le rythme induit par les espaces ou les sensations liées à l'orientation. La notation de Thiel se base sur les notations utilisées en chorégraphie. Lynch, Appleyard et Ryer ont repris quelques années plus tard la notation de Thiel et l'ont adapté à l'étude des autoroutes américaines traversant les villes ou reliant les villes entre elles.

### Méthodes orientées champ
Les méthodes orientées champs considèrent les espaces ouverts urbains comme un ensemble continu d'attributs. Cette conception des espaces ouverts urbains fait opposition à la conception atomiste où ils sont considérés comme des objets à part entière, définis des limites claires et stables (points, lignes et surfaces). Les arguments qui penchent en faveur d'une conception continue, dite conception plenum, indiquent que les espaces ouverts urbains n'ont pas de limites précises et que dans certains cas celles-ci se chevauchent. De plus, comme les espaces ouverts urbains sont définis par un ensemble de facteurs, comme les axes dominants ou la répartition des masses construites, toute transformation géométrique (translation, rotation, homothétie, etc.) peuvent altérer leur identité.
Différentes méthodes d'analyse de la morphologie urbaine s'intéressent particulièrement aux espaces ouverts urbains et se basent sur la conception plenum. L'une des premières méthodes de ce type fut les isovists développés à la fin des années soixante-dix par Benedikt. Les analyses par graphes de visibilité sont actuellement très utilisées ainsi que les analyses par les projections sphériques.